# 抚顺战犯管理所

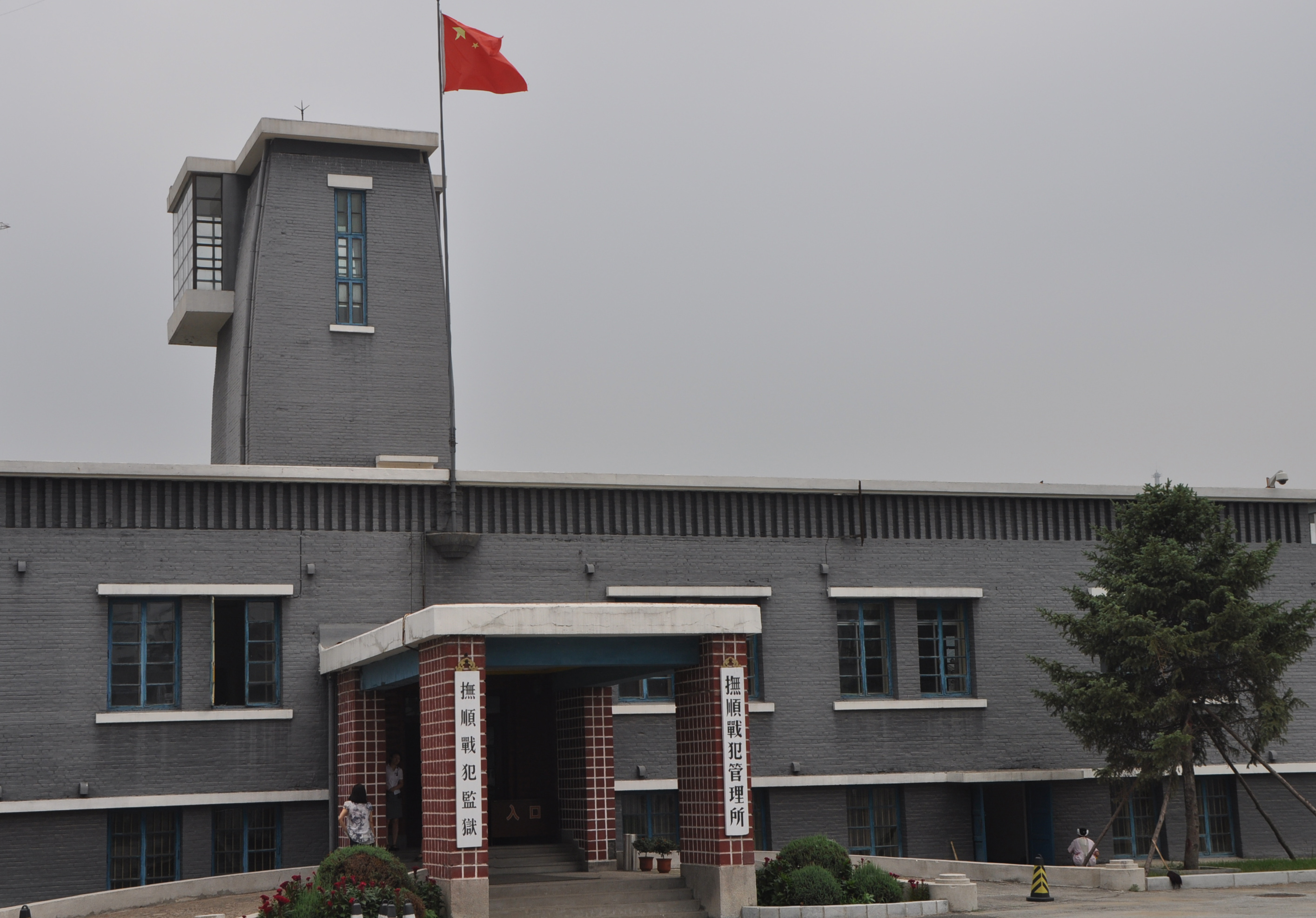
抚顺战犯管理所入口

撫順戰犯管理所，位於中國遼寧省撫順市新撫區寧遠街，佔地面積4萬多平方米。原址是日本侵華期間，於1936年修建的一所監獄，1950年6月中華人民共和國司法部根據毛澤東和周恩來指示，將其改為撫順戰犯管理所，關押中國抗日戰爭期間侵華日本戰犯共計982人、滿洲國戰犯71人和354名第二次國共內戰中被俘國軍將領的監獄。
1956年6月至1964年3月間，在撫順戰犯管理所關押的日本戰犯被分期分批全部釋放回國。1959年12月至1975年3月間，在此關押的滿洲國戰犯和第二次國共內戰中高級戰俘也被分期分批全部特赦。
1986年7月10日，經國務院批准，“同意撫順戰犯管理所修繕完工後，作為戰犯管理所舊址，對外開放」。

## 被关押者
自1945年后，先后有982名日本战犯、71名满洲国战犯，以及354名中华民国国军高级战俘被关押在此。将日本战犯和抗日将领关押在一起，是这个战犯管理所一大特色，如：金子安次、土屋芳雄等。满洲国战犯中以溥仪最为著名，著名电影《末代皇帝》曾来此拍摄。

### 日本战犯
在這982 名戰犯中，日本軍隊系統的有司令官2名，師團長5名，旅團長14名，聯隊長8名，還有參謀長、大隊長、中隊長、分隊長以下武士600余名；有行政系統的總務長官、次長、參議、憲兵、特務等。
其中有到處建立無人區的日軍117師團中將師團長鈴木啟久，在冀东和河南浚县亲自下令集体屠杀平民。製造多次血腥慘案的日軍59師團中將師團長藤田茂，在山西安邑县屠杀180人。用毒气毒死400多人的船木健次郎和730部队支队长木神原秀夫。日本陆军中将，南京大屠杀的主犯之一佐佐木到一，1937年被编入华中派遣军第16师团步兵第三十旅团任旅团长，後任日軍第149師團中將師團長。参与了侵占上海的作战和參與指揮南京大屠殺。在南京大屠杀中進行百人斬的野田毅和向井敏明便是佐佐木到一手下。他指挥所属部队一次就屠杀中国军民3,000多人。师团长佐信之介、师团长齐藤美夫。
满洲国国务院总务长官武部六藏，滿洲國总务厅次长古海忠之，旧日本帝国的陆军中将，满洲国成立时的关东军参谋长，后任陆军次官、近卫师团师团长、满洲国参议府副议长桥本虎之助，參與殺害趙一曼的滿洲國警務指揮官大野泰治，謀殺趙尚志將軍的滿洲國員警署長田井久二郎。

### 满洲国战犯
- 溥仪（康德帝）
- 毓嶦（末代恭親王之子）
- 榮源（溥儀岳父）
- 溥傑（溥儀之弟）
- 毓嵒（溥儀嗣子）[1][2]
- 潤麒（婉容之弟、韞穎之夫）
- 張景惠

### 中华民国国军战俘
- 劉嘉樹
- 蔡省三

### 中华人民共和国政治犯
- 金鲁贤，时任天主教上海教区神父

## 现状
1987年，该地作为旅游景点开放。

### 引用
1. ↑  贾英华; 爱新觉罗·毓嵒. . 末代皇帝系列. 北京: 人民文学出版社. 2004. ISBN 978-7-02-004588-4.
2. ↑  爱新觉罗·毓嵒编著. . 北京: 红旗出版社. 1993年4月: 49—50. ISBN 7-80068-456-3.